# Захватаев, Никанор Дмитриевич
Никано́р Дми́триевич Захвата́ев (26 июля 1898, Гари, Вятская губерния — 15 февраля 1963, Москва) — советский военачальник, генерал-полковник (1945), Герой Советского Союза (28 апреля 1945 года).

## Биография
Родился в деревне Гари (ныне — Малмыжского района Кировской области) в крестьянской семье.
В Русской императорской армии с 1916 года, поручик. Окончил школу прапорщиков (1916 год). Участвовал в Первой мировой войне, на Юго-Западном и Румынском фронтах: командир полуроты, роты, начальник пулемётной команды полка.
В Красной Армии с 1918 года. В 1920 году окончил Нижегородскую артиллерийскую школу. В годы Гражданской войны Н. Д. Захватаев с июня 1920 года в частях 13-й армии сражался на Юго-Западном фронте, затем в должности адъютанта артиллерийского дивизиона и начальника команды управления дивизиона принимал участие в ликвидации вооружённых формирований на Украине.
В межвоенный период Н. Д. Захватаев — помощник уездного военкома, начальник отделения вневойсковой подготовки, начальник штаба полка. В 1930 году окончил Стрелково-тактические курсы усовершенствования комсостава РККА «Выстрел» имени Коминтерна. С 1931 года — исполнитель особых поручений Управления боевой подготовки. В 1935 году окончил Военную академию имени М. В. Фрунзе. С 1935 года — инспектор группы контроля при НКО СССР, с 1936 года — командир полка. В 1939 году окончил Академию Генштаба. С сентября 1939 года — старший преподаватель Академии Генштаба.
С начала Великой Отечественной войны Н. Д. Захватаев — заместитель начальника оперативного отдела штаба Юго-Западного фронта. 9 ноября 1941 года Н. Д. Захватаеву присвоено звание «генерал-майор». С 20 ноября 1941 года — начальник штаба 19-й армии резерва Ставки ВГК (23 ноября преобразована в 1-ю ударную армию). С 29 ноября в составе Западного фронта армия участвовала в Московской битве. 2 февраля 1942 года армия была включена в состав Северо-Западного фронта, участвовала в первой Демянской наступательной операции.
С 23 мая по 26 сентября 1942 года Н. Д. Захватаев — командир 1-м гвардейского стрелкового корпуса, а с 12 декабря 1942 года — 12-м гвардейским стрелковым корпусом в составе Северо-Западного фронта (с декабря 1943 года в составе 2-го Прибалтийского фронта). В 1943 году командует 12-м гвардейским стрелковым корпусом в ходе второй Демянской и Старорусской наступательных операций. 28 апреля 1943 года Н. Д. Захватаеву присвоено звание «генерал-лейтенант».
С 23 мая 1944 года по 10 января 1945 года — командующий 1-й ударной армией, которая в составе 3-го Прибалтийского фронта участвовала в Псковско-Островской наступательной операции и в освобождении города Остров. Н. Д. Захватаев умело командовал войсками армии в ходе Тартуской и Рижской наступательных операциях, в ходе которых было нанесено поражение главным силам группы армий «Север».

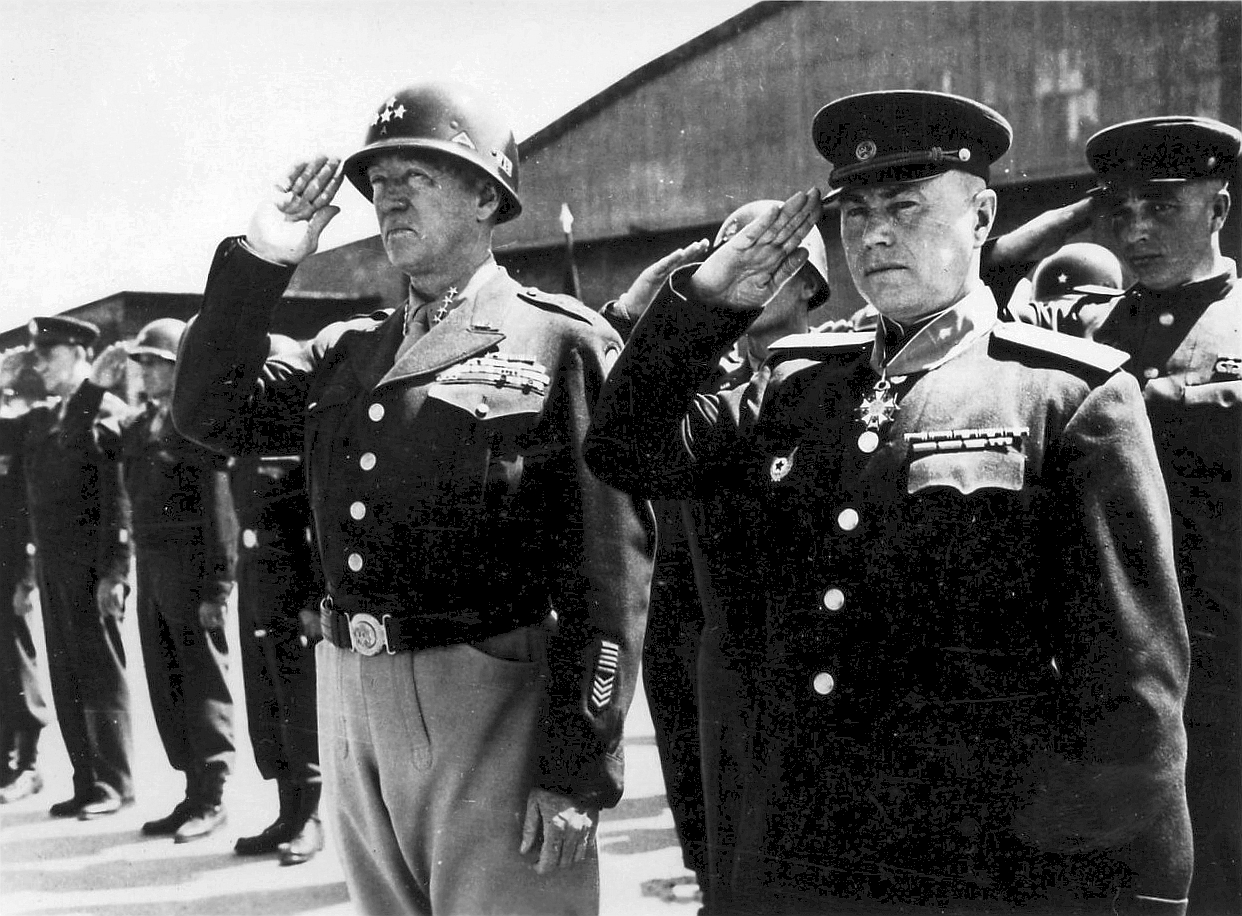
Командующий 4-й гвардейской армией генерал-лейтенант Н. Д. Захватаев с американским генералом Джорджем Паттоном после награждения орденом «Легион почёта»

С 1 марта 1945 года — командующий 4-й гвардейской армией 3-го Украинского фронта, войска которой в ходе Венской стратегической наступательной операции овладели городом Секешфехервар, участвовали в освобождении города Вена. 28 апреля 1945 года за умелое управление войсками армии в этих боях и проявленные при этом мужество и героизм Н. Д. Захватаеву было присвоено звание «Герой Советского Союза». Завершил войну во главе армии участием в Грацско-Амштеттенской наступательной операции.
С июня 1945 года — командующий 35-й армией Приморской группы войск (с августа 1945 года — 1-й Дальневосточный фронт). Н. Д. Захватаев умело руководил войсками в ходе Харбино-Гиринской наступательной операции и при овладении мощным узлом обороны японских войск в районе города Хутоу. 8 сентября 1945 года Н. Д. Захватаеву было присвоено звание «генерал-полковник».
За время войны Захватаев был 13 раз упомянут в благодарственных в приказах Верховного Главнокомандующего.

Могила Захватаева на Новодевичьем кладбище Москвы.

После войны Н. Д. Захватаев с декабря 1945 по февраль 1947 года командовал 5-й армией, с 1947 года — начальник штаба Приморского военного округа, с 1950 года — начальник штаба Белорусского военного округа, с декабря 1951 года — командующий войсками Донского военного округа, с октября 1953 года — первый заместитель командующего войсками Белорусского военного округа, с апреля 1955 года — заместитель начальника Генштаба ВС СССР, с июня 1957 года — главный военный советник при Венгерской народной армии. С 24 июня 1960 года в отставке. Скончался 15 февраля 1963 года в Москве, похоронен на Новодевичьем кладбище города.

## Награды
Награды СССР:
- медаль «Золотая Звезда» (28.04.1945 № 3487);
- два ордена Ленина (21.02.1945[4], 28.04.1945);
- четыре ордена Красного Знамени (06.11.1941, 21.05.1942, 03.11.1944[4], 20.06.1949[4]);
- орден Суворова I степени (08.09.1945);
- орден Кутузова I (23.08.1944) и II степеней (04.06.1944).

Награды Российской империи:
- орден Святого Владимира IV степени;
- орден Святой Анны IV степени;
- орден Святого Станислава III степени;
- Георгиевский крест IV степени.

Иностранные ордена:
- орден «Легион почёта» (США) (май 1945);
- знак отличия командора Ордена Почётного легиона (Франция);
- большая лента специального класса ордена Облаков и Знамени[5] № 138[6] (Китай);
- орден Венгерской свободы II степени — серебро[7] (ВНР);
- орден Заслуг Венгерской Народной Республики II класса[7] (ВНР).

## Память

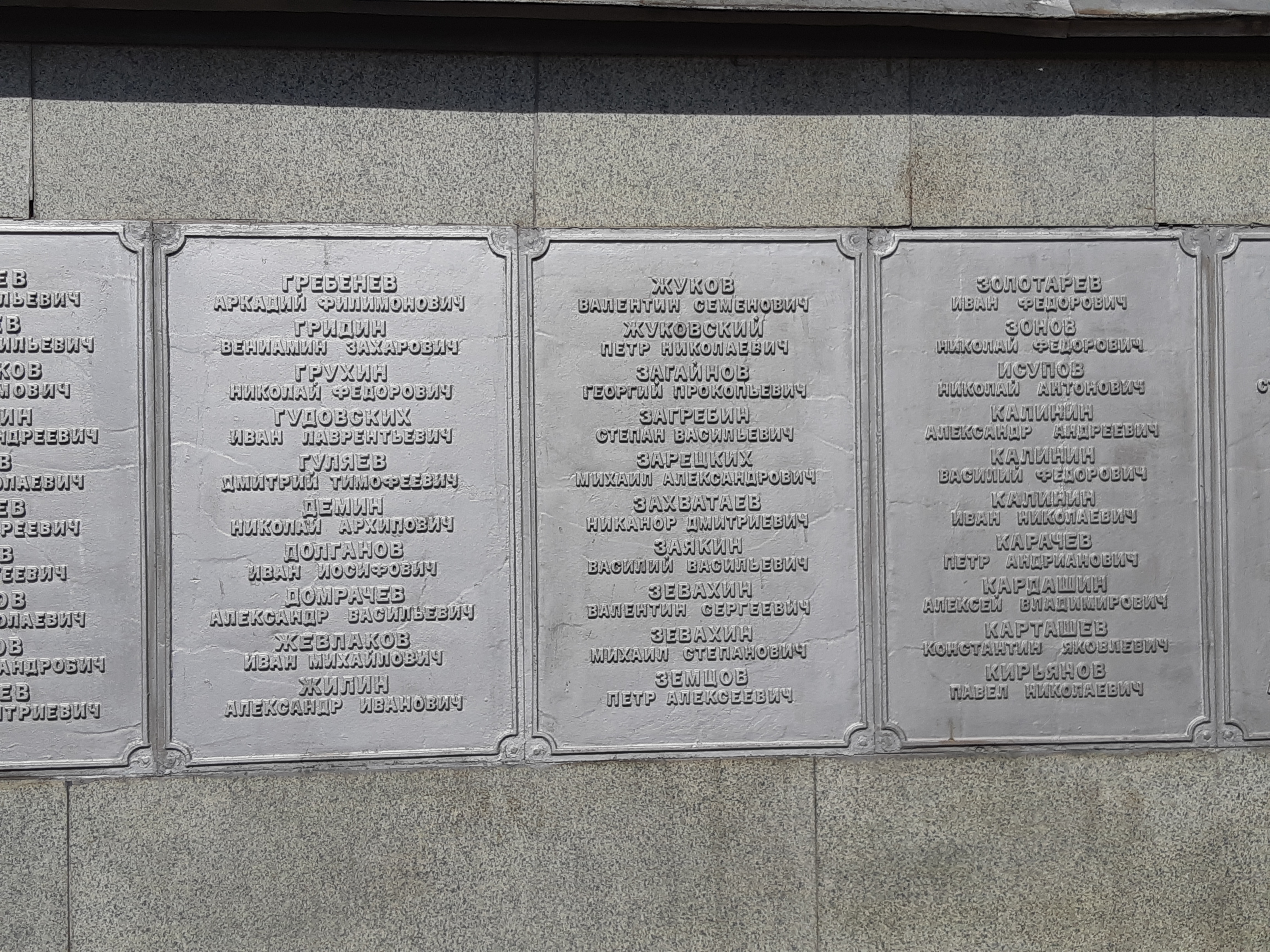
Имя Героя на мемориальной доске в парке Дворца пионеров г. Кирова

- Имя Героя увековечено на мемориальной доске в честь Героев Советского Союза — уроженцев Кировской области в парке Дворца пионеров города Кирова.
- Имя Героя высечено золотыми буквами в зале Славы Центрального музея Великой Отечественной войны в Парке Победы города Москвы.
- На могиле героя установлен надгробный памятник.
- Имя Н. Д. Захватаева носят улицы в городах Киров и Клин.